# Марія Клеопова
Марія Клеопова (дав.-гр. Μαρία ἡ τοῦ Κλωπᾶ, пам'ять 26 грудня) — дружина Клеопа або Алфея, сестра Матері Господа, мати Якова Молодшого та Йосії. Вона разом з іншими благочестивими жінками супроводжувала Господа під час Його суспільного служіння, була присутня при хресті під час страждань Господа і при Його похованні, ходила з іншими мироносицями після суботи до печери, щоб помазати тіло Ісусове, і тут у перший раз разом з іншими почула радісну звістку від ангела про воскресіння Господа.

## Згадка в Євангеліє

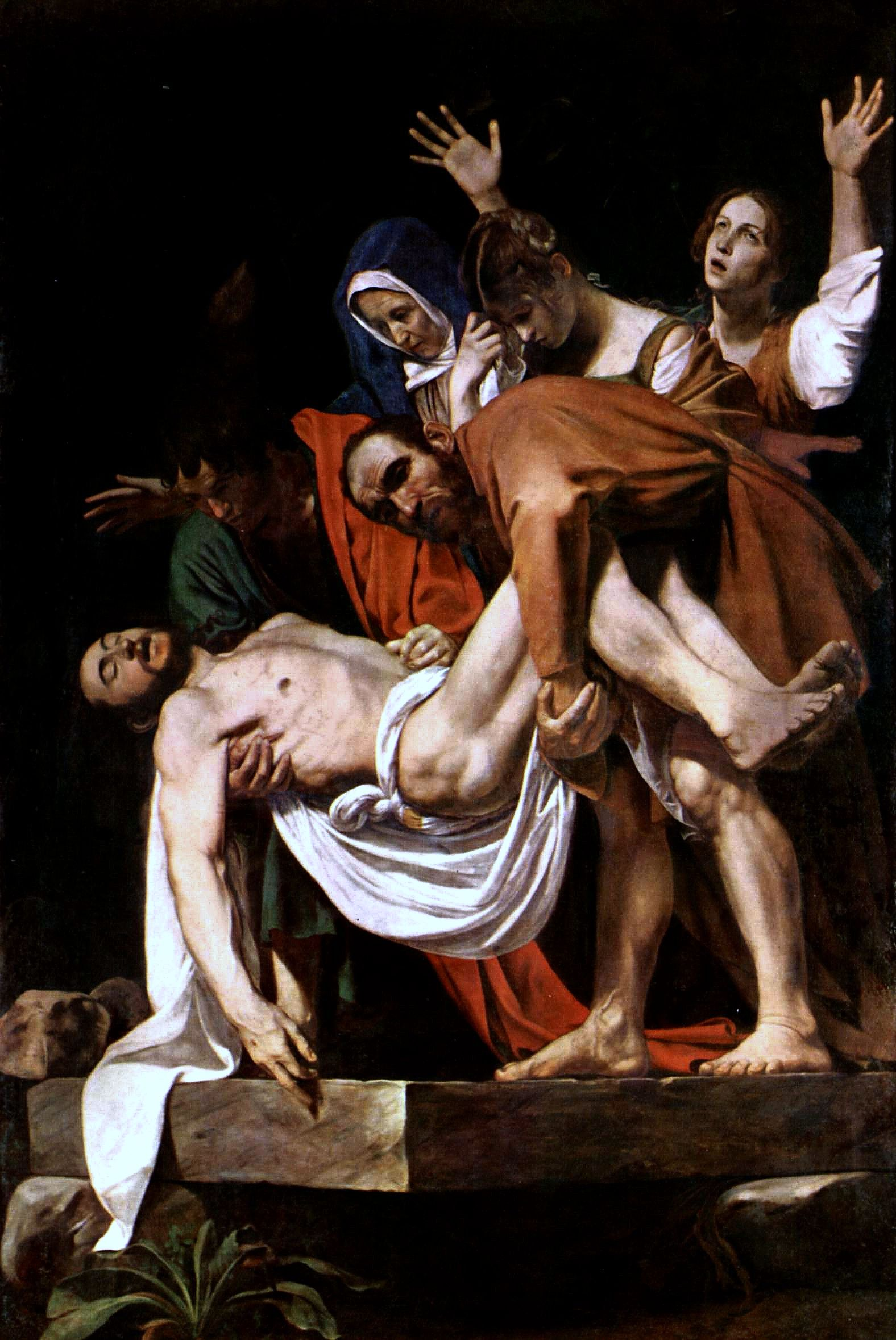
Істерія Марії Клеопової в Караваджо в «Положення Христа до гробу» (1602).

Марія Клеопова безпосередньо згадується тільки в Євангелії від Іоанна 19:25, де вона є однією з жінок, присутніх на Розп'яття Ісуса:

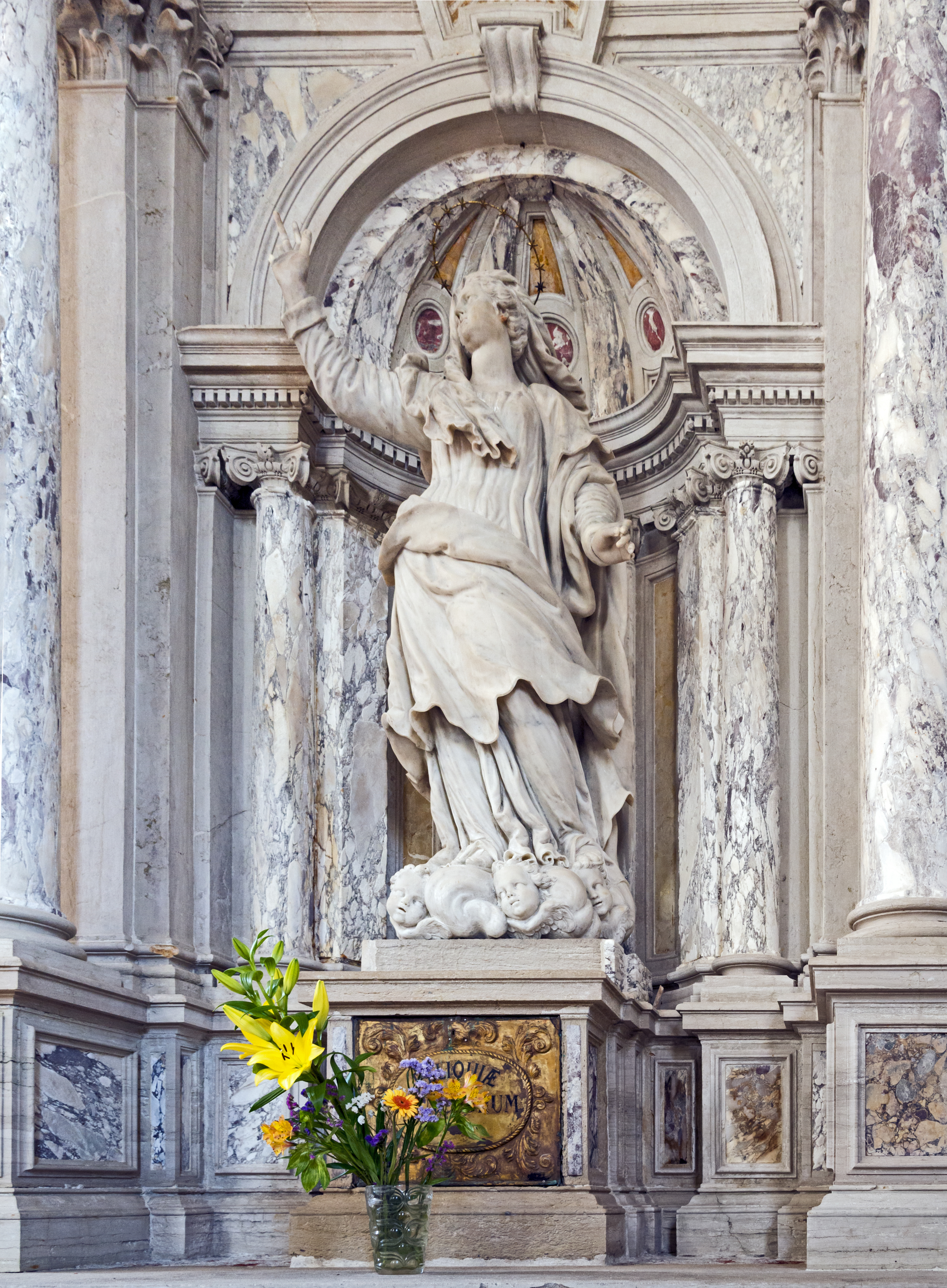
Марія Клеопова — Венеція

|  | «Під хрестом же Ісуса стояли Його мати, і сестра Його матері, Марія Клеопова, і Марія Магдалина..» |

## Походження прізвища
З епітета «Клеопова» цілком не зрозуміло, чи була вона дочкою або дружиною Клеопи, який у церковній традиції вважається братом Йосипа Обручника. Оскільки католицька церква заперечує наявність у Ісуса рідних братів, Марія Клеопова ототожнюється з Марією — матір'ю Якова, Йосії і Семеона, яка присутня при розп'ятті Христа. Традиційно її називають «іншою Марією», щоб уникнути плутанини з супроводжуючою її Марією Магдалиною. Нарешті, Марія Клеопова згадується відразу за словами «сестра Матері його». Ймовірно, за цими словами повинна слідувати кома, так як з точки зору ономастики малоймовірно, щоб у діви Марії була рідна сестра з точно таким же ім'ям, хоча згідно з деякими варіантами переказів, у св. Анни було три дочки по імені Марія: діва Марія, Марія Клеопова та Марія Зеведєєва

## Біографія
За святим переданням Церкви Марія Клеопова була дочкою праведного Йосифа Обручника, від першого шлюбу і була ще зовсім юною, коли Пресвята Діва Марія була заручена із праведним Йосифом і введена в його будинок. Свята Діва Марія жила разом з дочкою праведного Йосифа, і вони подружилися, як сестри. Праведний Йосиф після повернення зі Спасителем і Божою Матір'ю з Єгипту до Назарета видав заміж дочку за свого меншого брата Клеопу або Алфея.

## Діти
Марія Клеопова — мати двох учнів Ісуса — Якова та Йосії (Мт 27:56), а також священномученика Симеона, апостола від 70-ти.

## Місія мироносиці

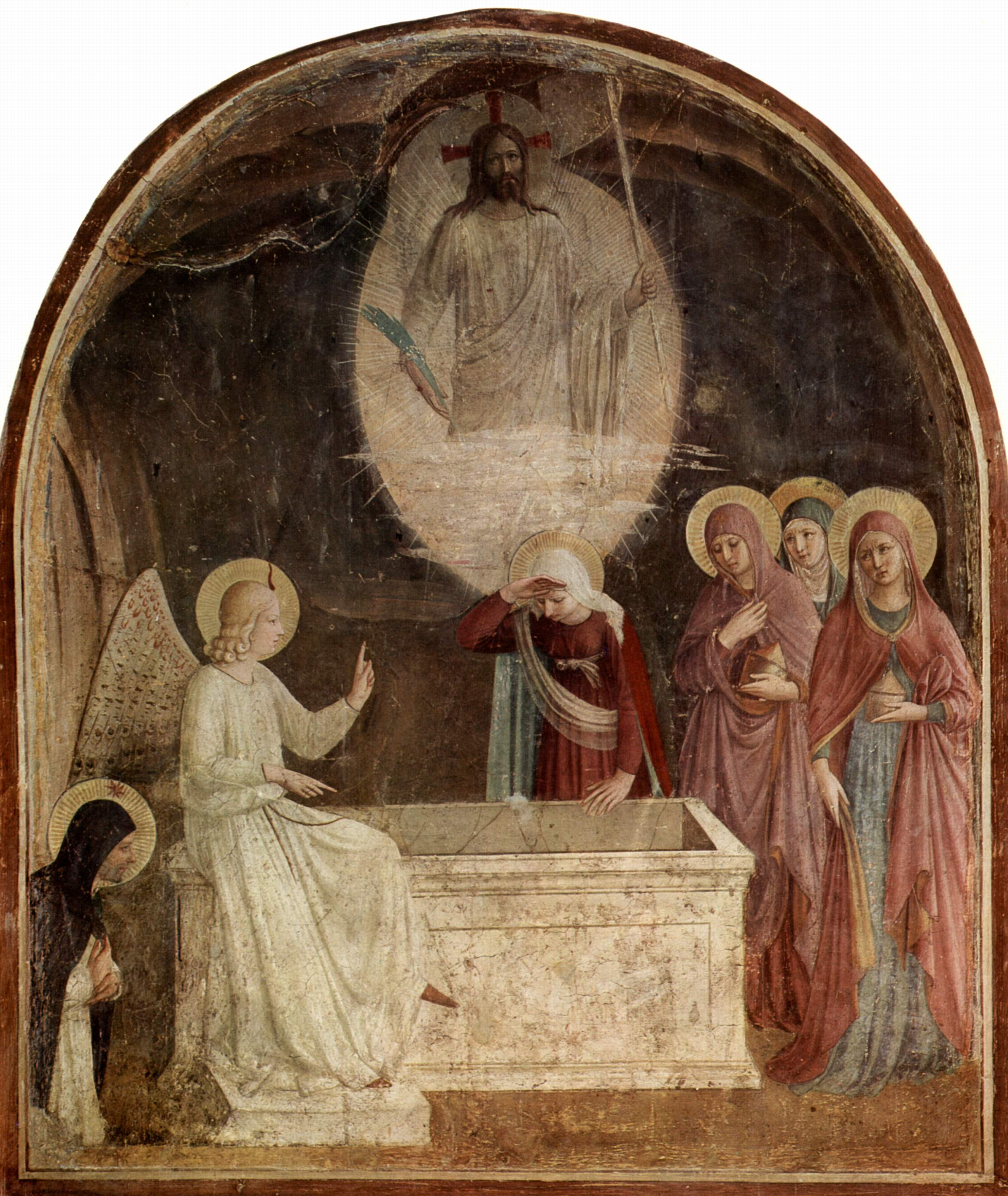
«Жінки-мироносиці біля Гробу Господнього», фреска фра Беато Анжеліко.

Св. Марія разом з іншими благочестивими жінками супроводжувала Господа під час Його суспільного служіння, була присутня при хресті під час Його страждань і при похованні, ходила з іншими мироносицями після суботи до труни, щоб помазати тіло Ісусове, і тут у перший раз разом з іншими почула радісну звістку від Ангела про воскресіння Господа (Мт. 27:56; Мк. 15:40; Лк. 24:4-11; Ін. 19, 25).
Мироносиці — це ті жінки, які були свідками хресної смерті Спасителя, які бачили, як померкло сонце, земля тряслася, розсипалися камені і багато праведників воскресли з мертвих, коли розп'ятий був і помер на хресті Ісус Христос. Слабкі жінки стали жінками-благовісницями, які не злякались прийти до Гробу Господнього.
Саме цим жінкам першим з'явився Господь, а потім вже Петру і іншим учням. Дізнавшись раніше за всіх про воскресіння, вони стали першими і сильними проповідницями, стали служити Йому вже в новому, вищому — апостольському покликанню, понесли звістку про Воскресіння Христове. Слід зазначити, що на відміну від святих апостолів, жінок-мироносниць Ісус не звав за собою, але вони самі пішли за ним, незважаючи на Його видиму бідність, простоту і явну ворожість до Нього первосвящеників.
Історик Володимир Махнач пише:
|  | «І ось, ще учні — апостоли! — Залишалися в розгубленості, сам Петро оплакував гірко своє зречення, але жінки вже поспішали до гробу Вчителя. А вірність — не вища чи християнська чеснота? Коли слово «християни» ще не вживалося, вони так і називалися — «вірні». Літургія вірних. Один з прославлених отців-аскетів говорив своїм ченцям, що і в останні часи будуть святі, і слава їх перевершить славу всіх колишніх раніше, тому що чудес і знамень тоді не буде, а вони залишаться вірні. Скільки подвигів вірності здійснили добрі жінки-християнки за століття історії Церкви!» |

## Вшанування
Пам'ять святої Марії Клеопової святкується також у неділю, 3-ю за Великоднем, святих жінок-мироносиць.
Ця неділя — свято кожної православної християнки, православний жіночий день.